# Aron Nimzowitsch
Aron Nimzowitsch (en letón: Ārons Nimcovičs, en ruso: Аро́н Иса́евич Нимцо́вич, Aron Isayevich Nimtsovich; 7 de noviembre de 1886-16 de marzo de 1935) fue un jugador de ajedrez y escritor danés nacido en Letonia. Fue la figura más importante de la escuela hipermoderna, y escribió un libro muy influyente sobre la teoría del ajedrez: Mi sistema. A finales de la década de 1920, era uno de los mejores jugadores de ajedrez del mundo.

## Vida

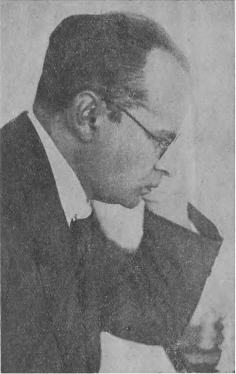
Aron Nimzowitsch

Nacido en Riga, una parte del Imperio Ruso, el judío Nimzowitsch, que habla yiddish, provenía de una familia adinerada, donde aprendió ajedrez de su padre Shaya Abramovich Nimtsovich (1862, Pinsk -?), quien era un comerciante de madera. En 1897, la familia vivía en Dvinsk. En 1904, viajó a Berlín para estudiar filosofía, pero pronto dejó de lado sus estudios y comenzó una carrera como jugador de ajedrez profesional ese mismo año. Ganó su primer torneo internacional en Múnich 1906. Luego, empató en el primer lugar con Alexander Alekhine en San Petersburgo 1913/14 (el octavo Torneo de Maestros de toda Rusia).
Durante la Revolución Rusa de 1917, Nimzowitsch estaba en la zona de guerra del Báltico. Escapó de ser reclutado por uno de los ejércitos fingiendo locura e insistiendo en que tenía una mosca en la cabeza. Luego escapó a Berlín y dio su primer nombre como Arnold, posiblemente para evitar la persecución antisemita.
Nimzowitsch finalmente se mudó a Copenhague en 1922, donde vivió el resto de su vida en una pequeña habitación alquilada. En Copenhague, ganó el Campeonato Nórdico dos veces, en 1924 y en 1934. Obtuvo la ciudadanía danesa y vivió en Dinamarca hasta su muerte en 1935.

## Carrera de ajedrez
El apogeo de la carrera de Nimzowitsch fue a fines de la década de 1920 y principios de la de 1930. Chessmetrics lo ubica como el tercer mejor jugador del mundo desde 1927 hasta 1931, detrás de Alexander Alekhine y José Capablanca. Sus éxitos más notables fueron el primer lugar en Copenhague 1923, Marienbad 1925, Dresde 1926, Hannover 1926, Carlsbad 1929 y el segundo lugar detrás de Alekhine en el torneo de ajedrez San Remo 1930. Sin embargo, Nimzowitsch nunca desarrolló una habilidad especial para los encuentros; su mejor éxito en un encuentro fue un empate con Alekhine, pero el partido consistió en solo dos juegos y tuvo lugar en 1914, trece años antes de que Alekhine se convirtiera en campeón mundial.
Nimzowitsch nunca venció a Capablanca, pero le fue mejor contra Alekhine. Incluso venció a Alekhine con las piezas negras, en su breve encuentro de 1914 en San Petersburgo. Uno de los juegos más famosos de Nimzowitsch es su célebre partida inmortal de zugzwang contra Sämisch en Copenhague 1923. Otro juego sobre este tema es su victoria sobre Paul Johner en Dresde 1926. Cuando estaba en forma, Nimzowitsch era muy peligroso con las piezas negras, obteniendo muchas buenas victorias sobre los mejores jugadores.

## Legado
Nimzowitsch es considerado uno de los jugadores y escritores más importantes de la historia del ajedrez. Sus obras influyeron en muchos otros jugadores, incluidos Savielly Tartakower, Milan Vidmar, Richard Réti, Akiba Rubinstein, Mikhail Botvinnik, Bent Larsen, Viktor Korchnoi y Tigran Petrosian, y su influencia todavía se siente hoy.
Escribió tres libros sobre estrategia de ajedrez: Mein System (Mi sistema), 1925; Die Praxis meines Systems (La práctica de mi sistema), 1929, comúnmente conocido como Praxis del ajedrez; y Die Blockade (El Bloqueo), 1925, aunque en general gran parte de este libro se considera una repetición del material ya presentado en Mein System. Mi sistema está considerado como uno de los libros de ajedrez más influyentes de todos los tiempos. Establece las ideas más importantes de Nimzowitsch, mientras que su segundo trabajo más influyente, Chess Praxis, elabora sobre estas ideas, agrega algunas nuevas y tiene un valor inmenso como una colección estimulante de los propios juegos de Nimzowitsch acompañada de su comentario hiperbólico e idiosincrásico que a menudo es tan entretenido como instructivo.
Las teorías del ajedrez de Nimzowitsch, cuando se propusieron por primera vez, se enfrentaron a las ortodoxias ampliamente aceptadas enunciadas por el teórico dominante de la época, Siegbert Tarrasch, y sus discípulos. Las rígidas generalizaciones de Tarrasch se basaron en el trabajo anterior de Wilhelm Steinitz, y fueron sostenidas por la lengua afilada de Tarrasch cuando desestimó las opiniones de los escépticos. Mientras que los mejores jugadores de la época, entre ellos Alekhine, Emanuel Lasker y Capablanca, claramente no permitieron que su juego se viese obstaculizado por la adhesión ciega a conceptos generales de que el centro debía ser controlado por peones, que el desarrollo tenía que suceder en apoyo de este control, que las torres siempre pertenecen a columnas abiertas, que las aperturas de flanco no eran sólidas (ideas centrales de la filosofía del ajedrez de Tarrasch como se entiende popularmente) a los principiantes se les enseñó a pensar en estas generalizaciones como principios inalterables.
Nimzowitsch complementó muchos de los supuestos simplistas anteriores sobre la estrategia del ajedrez enunciando a su vez un número adicional de conceptos generales de juego defensivo destinados a lograr los propios objetivos impidiendo la realización de los planes del oponente. En su "sistema" destacaban conceptos como sobreprotección de piezas y peones bajo ataque, control del centro por piezas en lugar de peones, bloqueo de piezas contrarias (notablemente los peones pasados ) y profilaxis. También fue un destacado exponente del desarrollo de los alfiles por fianchetto. Quizás lo más importante es que formuló la terminología que todavía se usa para varias estrategias complejas de ajedrez. Otros habían utilizado estas ideas en la práctica, pero él fue el primero en presentarlas sistemáticamente como un léxico de temas acompañado de extensas observaciones taxonómicas.
Raymond Keene escribe que Nimzowitsch "fue uno de los principales grandes maestros del mundo durante un período de más de un cuarto de siglo, y durante algún tiempo fue el retador obvio para el campeonato mundial ... [También] fue un gran y profundo pensador del ajedrez sólo superado por Steinitz, y sus obras, Die Blockade, My System y Chess Praxis, establecieron su reputación como una de las figuras paternas del ajedrez moderno". El GM Robert Byrne lo llamó "quizás el teórico y maestro más brillante en la historia del juego". El GM Jan Hein Donner llamó a Nimzowitsch "un hombre que era demasiado artista para poder demostrar que estaba en lo cierto y que era considerado como un loco en su época. Sólo sería comprendido mucho después de su muerte.
Muchas aperturas y variantes de ajedrez llevan el nombre de Nimzowitsch, siendo la más famosa la Defensa Nimzo-India (1.d4 Cf6 2.c4 e6 3.Cc3 Ab4) y la Defensa Nimzowitsch menos jugada (1.e4 Cc6). El biógrafo de Nimzowitsch, el GM Raymond Keene y otros se han referido a 1.Cf3 seguido de 2.b3 como el Ataque de Nimzowitsch-Larsen. Keene escribió un libro sobre la apertura con ese título. Todas estas aperturas ejemplifican las ideas de Nimzowitsch sobre controlar el centro con piezas en lugar de peones. También fue vital en el desarrollo de dos sistemas importantes en la Defensa Francesa, la variante Winawer (en algunos lugares llamada variante Nimzowitsch; sus movimientos son 1.e4 e6 2.d4 d5 3.Cc3 Ab4) y la varienta del avance (1.e4 e6 2.d4 d5 3.e5). También fue pionero en dos variaciones provocativas de la Defensa Siciliana: la Variante Nimzowitsch, 1.e4 c5 2.Cf3 Cf6, que invita a 3.e5 Cd5 (similar a la Defensa Alekhine) y 1.e4 c5 2.Cf3 Cc6 3.d4 cxd4 4 .Cxd4 d5?! (este último considerado dudoso hoy). El maestro internacional John L. Watson ha denominado la línea 1.c4 Cf6 2.Cc3 e6 3.Cf3 Ab4 la "Nimzo-Inglesa", empleando esta designación en el Capítulo 11 de su libro Mastering the Chess Openings, Volumen 3.

## Personalidad
Hay muchas anécdotas entretenidas sobre Nimzowitsch, algunas menos sabrosas que otras. Un artículo de Hans Kmoch y Fred Reinfeld titulado "Rendición no convencional" en la página 55 del Chess Review de febrero de 1950 habla del "... ejemplo de Nimzowitsch, quien ... una vez se perdió el primer premio en un torneo en Berlín al perder ante Sämisch, y cuando quedó claro que iba a perder el juego, Nimzowitsch se puso de pie sobre la mesa y gritó: "¡Gegen diesen Idioten muss ich verlieren!" ('por qué debería perder con este idiota!')".
Nimzowitsch estaba molesto por el cigarrillo de sus oponentes. Una historia popular, pero probablemente apócrifa, es que una vez, cuando un oponente dejó un cigarro sin encender sobre la mesa, se quejó a los árbitros del torneo: "Está amenazando con fumar, y como un jugador veterano debe saber que la amenaza es más fuerte que la ejecución." 
Nimzowitsch tuvo conflictos dogmáticos prolongados y algo amargos con Tarrasch sobre cuyas ideas constituían el ajedrez "adecuado".
La vanidad y la fe de Nimzowitsch en sus ideas de sobreprotección provocaron que Hans Kmoch escribiera una parodia sobre él en febrero de 1928 en la Wiener Schachzeitung. Este consistía en un juego simulado contra el jugador ficticio "Systemsson", supuestamente jugado y anotado por el mismo Nimzowitsch. Las anotaciones exageran alegremente la idea de sobreprotección, además de afirmar el verdadero genio de la maravillosa idea. De hecho, Kmoch era un gran admirador de Nimzowitsch, y Nimzowitsch se divirtió con el esfuerzo.
Kmoch también escribió un artículo sobre sus nueve años con Nimzowitsch:

Nimzovich sufrió la ilusión de que no lo apreciaban y que la razón era la malicia. Todo lo que se necesitó para hacerlo florecer, como supe más tarde, fue un pequeño elogio. Su paranoia era más evidente cuando cenaba en compañía. Siempre pensó que le servían porciones mucho más pequeñas que a los demás. No le importaba la cantidad real, sino solo la afrenta imaginada. Una vez sugerí que él y yo pidiéramos lo que el otro realmente quería y, cuando se sirviera la comida, intercambiáramos los platos. Después de que lo hicimos, negó con la cabeza con incredulidad, todavía pensando que había recibido la porción más pequeña.

Tartakower, colega de Nimzowitsch, observó de él: "finge estar loco para volvernos locos a todos".

## Muerte
Aunque había sufrido durante mucho tiempo problemas cardíacos, su temprana muerte fue inesperada; enfermó repentinamente a fines de 1934, permaneció postrado en cama durante tres meses antes de morir de neumonía. Está enterrado en el cementerio de Bispebjerg en Copenhague.

## Partidas notables
- Friedrich Saemisch vs Aron Nimzowitsch, Copenhagen 1923, 0–1
- Paul Johner vs Aron Nimzowitsch, Dresden 1926, 0–1
- Milan Vidmar vs Aron Nimzowitsch, New York 1927, 0–1
- Richard Reti vs Aron Nimzowitsch, Berlin 1928, 0–1
- Efim Bogoljubov vs Aron Nimzowitsch, San Remo 1930, 0–1